# Řehnice (Lhotky)
Řehnice je malá vesnice, část obce Lhotky v okrese Mladá Boleslav. Nachází se asi 1,5 kilometru jižně od Lhotky. Řehnice leží v katastrálním území Lhotky u Mladé Boleslavi o výměře 5,43 km².

## Historie
První písemná zmínka o vesnici pochází z roku 1447.